# Liste d'écrivains égyptiens
Cette liste recense les écrivains égyptiens modernes :

Taha Hussein

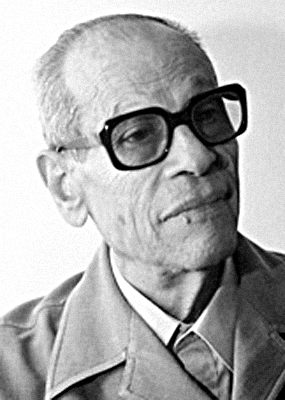
Naguib Mahfouz

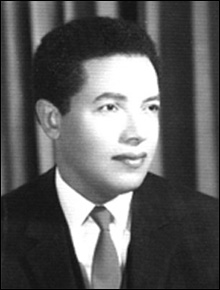
Mustapha Mahmoud

## A
- Aziz Abaza (en) (1898-1973), poète
- Fekry Abaza (en) (1896-1979), journaliste, activiste
- Tharwat Abaza (en) (1927-2002), journaliste, romancier
- Anouar Abdel-Malek, (1924-2012), sociologue marxiste
- Mohammed Abdel Nabi (en) (1977)[1]
- Hamed Abdel-Samad (1972-), politologue
- Noor Abdulmajeed (en) (1960- (?)), poètesse, journaliste, romancière, saoudo-égyptienne
- Ahmed Zaki Abou Chadi (1892-1955), poète
- Leila Aboulela (1964-) (soudanaise)
- Albert Adès (1893-1921), romancier, francophone
- Ismaïl Adham (1911-1940), essayiste, athée
- Tatamkulu Afrika (en) (1920–2002), poète, nouvelliste
- Leila Ahmed (1940–), féministe musulmane
- Salama Ahmed Salama (en) (1932–2012), journaliste et écrivain.
- Abdel Latif Moubarak (1964), poète
- Muhammad Aladdin (1979-), romancier, nouvelliste et scénariste.
- Gamal Ghitany (1945–2015), romancier
- Tawfiq al-Hakim (1898–1987), dramaturge, essayiste.
- Ahmad Amîn (1886-1954) historien
- Samir Amin (1931-2018), économiste
- Liste d'écrivains égyptiens
- Alaa al-Aswany (1957-), dentiste et écrivain.
- Édouard Al-Kharrat (1926-2015)
- Ahmad al-Qalqashandi (1355-1418) (?), historien et mathématicien.
- Radwa Ashour (1946-2014), romancière
- Ibrahim Aslân (1935-2012)? romancier, nouvelliste
- Al-Suyūtī (1445-1505) (?), savant shâfi'ite, théologien ash'arite et soufi.
- Abdel Rahim Ahmed (1994-) Auteur et réalisateur

## B
- Nabil Luka Babawi (1944-)
- Salwa Bakr (1949-), nouvelliste, romancière
- Hussein Bassir (1973-), écrivain et archéologue
- Boutros Boutros-Ghali (1922-2016), diplomate
- Wacyf Boutros-Ghali (1878-1958), diplomate

## C
- Constantin Cavafy (1863-1933), poète grec, d'Alexandrie, de la diaspora grecque en Égypte
- Ahmed Zaki Abou Chadi (1892-1955), poète
- Abd al-Rahman al-Charqawi (1920-1987), créateur du roman arabe moderne
- Ahmed Chawqi (1868–1932), poète et dramaturge
- Andrée Chedid (1920–2011), poète, romancière, d'origine franco-libanaise
- Albert Cossery (1913-2008), écrivain en langue française
- Ronald Creagh (1929-), sociologue, professeur de civilisation américaine et historien du mouvement libertaire

## D
- Jean Dideral (1906-1996), nom de plume d’Édouard Lévy.
- Amal Dunqul (1940-1983).

## E
- Mohammed El Bisatie (1937-2012)
- Mahmoud Elkamshoushy (1915-1971), poète lyrique.
- Aly Elsamman (1929-2017), journaliste et avocat.
- Nawal El Saadawi (1931-2021), écrivaine féministe et activiste.
- Abo El Seoud El Ebiary (en) (1910–1969)
- Mona Eltahawy (1967-), journaliste, militante féministe, activiste
- Nael Eltoukhy (en) (1978-), nouvelliste, romancier, traducteur
- Adel Esmat (en) (1959-), romancier
- Ahmed Etman (ar) (1945-2013), universitaire, traducteur
- Mahmoud Bayrem Ettounsi (1893-1961), poète, compositeur)

## F
- Mourad Farag (1866-1956), poète, journaliste, théologien
- Nabil Farouk (en) (1956-2020), romancier
- Faraj Fouda (1956-1992), écrivain, chroniqueur et militant des droits de l'homme égyptien
- Fawzia Fahim (1931–), biochimiste

## G
- Mark A. Gabriel (1957-), écrivain sur l'Islam
- Gamal Ghitany (1945-2015), romans historiques
- Fathy Ghanem (en) (1924–1999), romancier, journaliste et éditeur
- Muhammad Loutfi Goumah (1886-1953), essayiste et avocat

## H
- Mohammad Moustafa Haddara (en) (1930–1997)
- Tawfiq al-Hakim (1898-1987), essayiste, dramaturge, romancier
- Yahya Haqqi (en) (1905-1992), juriste, romancier
- Muhammad Husayn Haykal (1909–1956), journaliste et homme politique
- Tarek Heggy (1950-), intellectuel politique
- Muhammad Husayn Haykal (1888-1956), journaliste, romancier, politique
- Ihab Husni (en) (1966-), nouvelliste, romancier, litt. jeunesse
- Taha Hussein (1889–1973), universitaire, romancier, essayiste, critique littéraire

## I
- Hafez Ibrahim (1872-1932), poète
- Sonallah Ibrahim (1937-2025), romancier
- Youssef Idriss (1927-1991), nouvelliste, dramaturge
- Adel Iskandar (1977-), critique de presse du Moyen-Orient, un théoricien du post-colonialisme et de la presse réformée

## J
- Edmond Jabès (1912–1991), poète (en français)

## K
- Khalil Kalfat (1942-2015), militant de gauche, critique littéraire, écrivain, penseur et auteur politique et économique, linguiste, lexicographe et traducteur
- Ezzat el Kamhawi (1961-), romancier et journaliste
- Khaled Al Khamissi (1962-), écrivain, producteur et réalisateur
- Édouard Al-Kharrat (1926-2015), nouvelliste, romancier, poète, critique
- Ihssan Abdel Koudouss (1919-1990), journaliste

## L
- Abdel Latif Moubarak (1964-), poète et parolier

## M
- Naguib Mahfouz, (1911–2006), romancier, dramaturge, Prix Nobel de littérature en 1988
- Abbas Mahmoud Al-Akkad (1889-1964), philosophe
- Mustapha Mahmoud (1921–2009), penseur et médecin
- Moustapha Lutfi al-Manfaluti (1876-1924), romancier, nouvelliste et essayiste
- Anis Mansour (1925–2011), écrivain et traducteur
- Joseph-Charles Mardrus (1868-1949), médecin, poète et traducteur
- Ibrahim al-Mazini (en) (1889-1949), journaliste, poète, traducteur, nouvelliste, romancier
- Ibrahim Abdel Meguid (1946-), écrivain romancier et nouvelliste
- Iman Mersal (1966-), poétesse (au Canada)
- Ahmed Mourad (en) (1978-), nouvelliste, romancier, scénariste
- Salama Moussa (1887–1958), journaliste et réformateur
- Ali Pacha Moubarak (1824-1893), homme d’État et mécène
- Ra'ouf Mus'ad (en) (1937-, alias Raouf Moussad-Basta), journaliste, dramaturge, romancier, retiré aux Pays-Bas depuis 1990

## N
- Ahmed Naji (1985-), romancier et journaliste
- Ahmed Fouad Najm (1929-2013), poète
- Nabil Naoum (1944-), romancier
- Gamal Abdel Nasser (1918-1970), politique
- Nicos Nicolaides (en) (1884-1956), peintre, écrivain, de la diaspora grecque en Égypte

## P
- Fekry Pasha Abaza (en) (1896–1979), journaliste, activiste politique

## Q
- Rawhiya al-Qallini (en) (1915-1980), poétesse
- Abdel Hakim Qasem (en) (1934-1990), nouvelliste
- Sayyed Al-Qimni (1947-), critique
- Sayyid Qutb (1906-1966), poète, essayiste, critique, islamiste qutbiste

## R
- Abdel Rahmane al-Abnoudi (1938–2015), poète (en arabe dialectal)
- Somaya Ramadan (1951-), universitaire, traductrice, nouvelliste, romancière
- Lenin El-Ramly (en) (1945-2020), dramaturge, réalisateur
- Alifa Rifaat (1930–1996), poétesse, féministe

## S
- Nawal El Saadawi (1931-2021), médecin psychiatre, féministe, nouvelliste, romancière
- Salah Abdel Sabour (1931-1981), poète, éditeur, dramaturge et essayiste
- Jihane el-Sadate (1933-2021), épouse d'Anouar el-Sadate
- Salâh Ud Dîn At Tijânî (1958-), imam mujtahid et spécialiste du hadith
- Yaqub Sannu (1839-1912), dramaturge et journaliste
- Joseph Elian Sarkis (1856-1932), scientifique, traducteur, numismate, bibliographe
- Doria Shafik (1908-1975), poète, philosophe, féministe
- Mona Soliman (ar) (1970 ?), poétesse et romancière (?)
- Ahdaf Soueif (1950–), intellectuelle, féministe, nouvelliste
- Sherine Hanaey (1975-), romancière, réalisatrice

## T
- Miral al-Tahawy (Magoub) (1968-), romancière, nouvelliste
- Bahaa Taher (en) (1935-), nouvelliste, romancier
- Sahar Tawfiq (en) (1951-), romancier, nouvelliste, traducteur
- Ahmed Khaled Tawfik (1962-2018), médecin, romancier, poète
- Aïcha Taymour (1840-1902), féministe
- May Telmissany (1965-), romancière, traductrice et critique de cinéma
- Yasser Thabet (en) (1964-), journaliste, bloggeur, nouvelliste, historien
- Munira Thabit (1902-1967), première avocate égyptienne, journaliste et écrivaine
- Affaf Tobbala (en) (1941-), écrivain de télévision

## Y
- Avedis Yapoudjian (en) (1931-2017), journaliste, historien, d'origine arménienne
- Ramsès Younane (1913-1966), peintre
- Isaad Younis (en) (1950-), actrice, scénariste

## Z
- Ahmad Zaki Pasha (en) (1867-1934)
- Mahmoud Zakzouk (en) (1933-2020), universitaire, politicien, ministre
- Amina Zaydan (en) (1966-), nouvelliste, romancière
- Dom Hubert van Zeller (en) (1905-1984), bénédictin, sculpteur, écrivain, cartooniste
- May Ziadé (1886-1941), journaliste, poétesse, essayiste, féministe, d'origine libanaise ou palestinienne
- Youssef Ziedan (1958-), universitaire, éditeur, romancier

## Liste chronologique

### 1000
- Ahmad al-Qalqashandi (1355-1418) (?), historien et mathématicien
- Al-Suyūtī (1445-1505) (?), savant shâfi'ite, théologien ash'arite et soufi

### 1800
- Ali Pacha Moubarak (1824-1893), homme d’État et mécène
- Yaqub Sannu (1839-1912), dramaturge et journaliste
- Aïcha Taymour (1840-1902), féministe

### 1850
- Joseph Elian Sarkis (1856-1932)
- Constantin Cavafy (1863-1933), poète grec, d'Alexandrie, de la diaspora grecque en Égypte
- Mourad Farag (1866-1956), poète, journaliste, théologien
- Ahmad Zaki Pasha (en) (1867-1934)
- Ahmed Chawqi (1868–1932), poète et dramaturge
- Joseph-Charles Mardrus (1868-1949), médecin, poète et traducteur

### 1870
- Hafez Ibrahim (1872-1932), poète
- Moustapha Lutfi al-Manfaluti (1876-1924), romancier, nouvelliste et essayiste
- Wacyf Boutros-Ghali (1878-1958), diplomate

### 1880
- Nicos Nicolaides (en) (1884-1956), peintre, écrivain, de la diaspora grecque en Égypte
- Ahmad Amîn (1886-1954) historien
- Muhammad Loutfi Goumah (1886-1953), essayiste et avocat
- Salama Moussa (1887–1958), journaliste et réformateur
- Muhammad Husayn Haykal (1888-1956), journaliste, romancier, politique
- Taha Hussein (1889–1973), universitaire, romancier, essayiste, critique littéraire
- Abbas Mahmoud Al-Akkad (1889-1964), philosophe, polémiste, essayiste, poète, romancier
- Ibrahim al-Mazini (en) (1889-1949), journaliste, poète, traducteur, nouvelliste, romancier

### 1890
- Ahmed Zaki Abou Chadi (1892-1955), poète
- Albert Adès (1893-1921)
- Mahmoud Bayrem Ettounsi (1893-1961), poète, compositeur)
- Fekry Abaza (en) (1896-1979), journaliste, activiste
- Fekry Pasha Abaza (en) (1896–1979)
- Aziz Abaza (en) (1898-1973), poète
- Tawfiq al-Hakim (1898-1987), essayiste, dramaturge, romancier

### 1900
- Munira Thabit (1902-1967), première avocate égyptienne, journaliste et écrivaine
- Yahya Haqqi (en) (1905-1992), juriste, romancier
- Dom Hubert van Zeller (en) (1905-1984), bénédictin, sculpteur, écrivain, cartooniste
- Jean Dideral (1906-1996), nom de plume d’Édouard Lévy
- Sayyid Qutb (1906-1966), poète, essayiste, critique, islamiste qutbiste
- Doria Shafik (1908-1975), poète, philosophe, féministe
- Muhammad Husayn Haykal (1909–1956), journaliste et homme politique

### 1910
- Abo El Seoud El Ebiary (en) (1910–1969)
- Ismaïl Adham (1911-1940)
- Naguib Mahfouz, (1911–2006), romancier, dramaturge, Prix Nobel de littérature en 1988
- Edmond Jabès (1912–1991)
- Albert Cossery (1913-2008), écrivain en langue française
- Ramsès Younane (1913-1966), peintre
- Mahmoud Elkamshoushy (1915-1971), poète lyrique
- Rawhiya al-Qallini (en) (1915-1980), poétesse
- Gamal Abdel Nasser (1918-1970), politique
- Ihssan Abdel Koudouss (1919-1990), journaliste

### 1920
- Tatamkulu Afrika (en) (1920–2002)
- Abd al-Rahman al-Charqawi (1920-1987), créateur du roman arabe moderne
- Andrée Chedid (1920–2011), poète, romancière, d'origine franco-libanaise
- Mustapha Mahmoud (1921–2009), penseur et médecin
- Boutros Boutros-Ghali (1922-2016), diplomate
- Fathy Ghanem (en) (1924–1999), romancier, journaliste et éditeur
- Anis Mansour (1925–2011), écrivain et traducteur
- Édouard Al-Kharrat (1926-2015), nouvelliste, romancier, poète, critique
- Tharwat Abaza (en) (1927-2002), journaliste, romancier
- Youssef Idriss (1927-1991), nouvelliste, dramaturge
- Ronald Creagh (1929-), sociologue, professeur de civilisation américaine et historien du mouvement libertaire
- Aly Elsamman (1929-2017), journaliste et avocat.
- Ahmed Fouad Najm (1929-2013), poète

### 1930
- Mohammad Moustafa Haddara (en) (1930–1997)
- Alifa Rifaat (1930–1996), poétesse, féministe
- Samir Amin (1931-2018), économiste
- Nawal El Saadawi (1931-2021), écrivaine féministe et activiste
- Fawzia Fahim (1931–), biochimiste
- Nawal El Saadawi (1931-2021), médecin psychiatre, féministe, nouvelliste, romancière
- Salah Abdel Sabour (1931-1981), poète, éditeur, dramaturge et essayiste
- Avedis Yapoudjian (en) (1931-2017), journaliste, historien, d'origine arménienne
- Salama Ahmed Salama (en) (1932–2012), journaliste et écrivain
- Jihane el-Sadate (1933-2021)
- Mahmoud Zakzouk (en) (1933-2020), universitaire, politicien, ministre
- Abdel Hakim Qasem (en) (1934-1990), nouvelliste
- Ibrahim Aslân (1935-2012)
- Bahaa Taher (en) (1935-), nouvelliste, romancier, Oasis du couchant (2007)
- Mohammed El Bisatie (1937-2012)
- Sonallah Ibrahim (1937-2025), romancier
- Ra'ouf Mus'ad (en) (1937-, alias Raouf Moussad-Basta), journaliste, dramaturge, romancier, retiré aux Pays-Bas depuis 1990
- Abdel Rahmane al-Abnoudi (1938–2015), poète (en arabe dialectal)

### 1940
- Leila Ahmed (1940-)
- Affaf Tobbala (en) (1941-), écrivain de télévision
- May Ziadé (1886-1941), journaliste, poétesse, essayiste, féministe, d'origine libanaise ou palestinienne
- Khalil Kalfat (1942-2015), militant de gauche, critique littéraire, écrivain, penseur et auteur politique et économique, linguiste, lexicographe et traducteur
- Nabil Luka Babawi (1944-)
- Nabil Naoum (1944-)
- Gamal Ghitany (1945–2015)
- Ahmed Etman (ar) (1945-2013), universitaire, traducteur
- Gamal Ghitany (1945-2015), romans historiques
- Lenin El-Ramly (en) (1945-2020)
- Radwa Ashour (1946-2014), romancière
- Ibrahim Abdel Meguid (1946-), écrivain romancier et nouvelliste
- Sayyed Al-Qimni (1947-), critique
- Salwa Bakr (1949-), nouvelliste, romancière

### 1950
- Tarek Heggy (1950-), intellectuel politique
- Isaad Younis (en) (1950-), actrice, scénariste
- Somaya Ramadan (1951-), universitaire, traductrice, nouvelliste, romancière
- Sahar Tawfiq (en) (1951-), romancier, nouvelliste, traducteur
- Nabil Farouk (en) (1956-2020), romancier
- Faraj Fouda (1956-1992), écrivain, chroniqueur et militant des droits de l'homme égyptien
- Alaa al-Aswany (1957-), dentiste et écrivain.
- Mark A. Gabriel (1957-), écrivain sur l'Islam
- Salâh Ud Dîn At Tijânî (1958-), imam mujtahid et spécialiste du hadith
- Youssef Ziedan (1958-), universitaire, éditeur, romancier
- Adel Esmat (en) (1959-), romancier

### 1960
- Noor Abdulmajeed (en) (1960- (?)), poètesse, journaliste, romancière, saoudo-égyptienne
- Ezzat el Kamhawi (1961-), romancier et journaliste
- Khaled Al Khamissi (1962-), écrivain, producteur et réalisateur
- Ahmed Khaled Tawfik (1962-2018), médecin, romancier populaire (science-fiction), poète
- Leila Aboulela (1964-) (soudanaise)
- Abdel Latif Moubarak (1964-), poète et parolier
- Yasser Thabet (en) (1964-), journaliste, bloggeur, nouvelliste, historien
- May Telmissany (1965-), romancière, traductrice et critique de cinéma
- Ihab Husni (en) (1966-), nouvelliste, romancier, litt. jeunesse
- Iman Mersal (1966-), poétesse (au Canada)
- Amina Zaydan (en) (1966-), nouvelliste, romancière
- Mona Eltahawy (1967-), journaliste, militante féministe, activiste
- Miral al-Tahawy (Magoub) (1968-), romancière, nouvelliste

### 1970
- Mona Soliman (ar) (1970 ?), poétesse, romancière (?)
- Hamed Abdel-Samad (1972-), politologue
- Hussein Bassir (1973-), écrivain, archéologue
- Sherine Hanaey (1975-), romancière, réalisatrice
- Mohammed Abdel Nabi (en) (1977-)[1]
- Adel Iskandar (1977-), critique de presse du Moyen-Orient, un théoricien du post-colonialisme et de la presse réformée
- Nael Eltoukhy (en) (1978-), nouvelliste, romancier, traducteur
- Ahmed Mourad (en) (1978-), nouvelliste, romancier, scénariste
- Muhammad Aladdin (1979-), romancier, nouvelliste et scénariste.

### 1990
- Abdel Rahim Ahmed (1994-), auteur, réalisateur

### Sources
- (en) Cet article est partiellement ou en totalité issu de l’article de Wikipédia en anglais intitulé « List of Egyptian writers » (voir la liste des auteurs).